# Barbara Gizanka
Barbara Gizanka (Varsó, 1550 körül – 1589. május), nevének változatai: Barbara Giżanka/Gizawka/Giżycka, II. Zsigmond Ágost lengyel király és litván nagyherceg ágyasa és egyetlen gyermekének, Borbálának az anyja.

## Élete
Varsói nemesi családból származott, apja Jan Gizy, édesanyja Anna. Egy lánytestvére volt, aki feleségül ment Christopher Szawłowskihez. 
Egy Varsó melletti apácakolostorban nevelkedett. 1570 végén vagy 1571. január 6-án találkozott II. Zsigmond Ágost lengyel királlyal és litván nagyherceggel. A király ágyasa lett, és  kilenc hónappal később, 1571. szeptember 8-án megszülte a lányát, Borbálát. A lengyel nemesek nem hittek a király apaságában, hiszen II. Zsigmond Ágostnak sem egyik házasságából, sem egyetlen korábbi ágyasától nem született gyermeke, de a király nem törődött a nemzőképességében és így az az apaságában kétkedőkkel, hiszen nagy öröm volt számára, hogy legújabb ágyasától egészséges gyermeke született Varsóban.
Barbara Gizanka ezután már folyamatosan a király mellett tartózkodott, és ugyan a király nem szakította meg korábbi ágyasával, Anna Zajączkowska úrnővel sem a kapcsolatot, de már a válását tervezte harmadik feleségétől, Habsburg Katalintól, azért, hogy végre törvényes gyermeke és fiú trónörököse születhessen, ezért feleségül kívánta venni Barbara úrnőt, ahogyan ezt tette korábbi ágyasával, Radziwiłł Barbarával is, akit még trónörökösként vett feleségül, de elismertette később anyja, Bona Sforza és a lengyel nemesség ellenében is törvényes királynénak, és bár Katalin királyné 1572. március 9-én meghalt Linzben, azonban a király már nem tudta beteljesíteni a nagy álmát, mert Jagelló Borbála özvegyen maradt édesapja pár hónappal a felesége után, 1572. július 7-én elhunyt.
Barbara úrnő 1573-ban július 14-e előtt feleségül ment Michał Woroniecki volhíniai herceghez, aki örökbe fogadta a kis Borbálát, és így az ifjabb Borbála felvette a mostohaapja családnevét. A királynéságról éppen lecsúszott és immár hercegnővé előlépett Barbara még hat gyermeket szült a férjének, és 1589 májusában hunyt el.

## Gyermekei
- Férjétől, Michał Woroniecki volhíniai hercegtől, 6 gyermek:
  - Mikołaj (–1601 után)
  - Stefan (–1614 után)
  - Jakub (–1621 után),
  - Florian Tomasz (1586–1615)
  - Katarzyna (–1592 után), férje Jakub Pilchowski
  - Anna (–1614 után), férje Jan Kosiński
- Házasságon kívüli kapcsolatából II. Zsigmond Ágost lengyel királytól és litván nagyhercegtől, 1 leány:
  - Borbála (1571–1615), férje Jakub Zawadzki